# Sanpei Shirato
Sanpei Shirato (japonès: 白土 三平)  (Tòquio, 15 de febrer de 1932 - Tòquio, 8 d'octubre de 2021) va ser un dibuixant de manga reconegut per la seva crítica social i els seus dibuixos amb un estil realista, tant per als seus personatges com amb els escenaris. A aquest estil se l'anomena gekiga. Fill del pintor japonès Okamoto Toki, el seu somni de convertir-se en un artista igual que el seu pare el va portar en els seus inicis a convertir-se en un artista de Kamishibai. També és reconegut per la seva col·laboració en els inicis de la revista antològica de manga Garoa l'any 1964, la qual tenia un enfocament alternatiu al manga comercial conegut en l'època.

## Biografia
Els seus inicis com mangaka professional es van donar l'any 1957 amb el llibre L'espadatxí, el desenvolupament estava basat en fets històrics, el que va cridar l'atenció dels estudiants i intel·lectuals d'aquest temps. Kamui, El Ninja desertor, la primera sèrie publicada a Garoa, es podria considerar el seu treball més important i influent sobre el manga actual. És la història de Kamui, un ninja que fuig d'una organització que el persegueix, on es veu clarament la base del període Edo i la discriminació que es vivia sota sistema feudal. Els treballs de Shirato es distingeixen principalment per ser històries dramàtiques sobre ninja que presenten alguns fets històrics del Japó i que fan una crítica a les classes oprimides, la discriminació i l'explotació.
Molts dels treballs de Shirato van arribar a convertir-se en sèries d'anime i fins i tot van fer pel·lícules com el cas del seu primer treball l'espadatxí, adaptada pel director japonès Nagisa Oshima. A més, alguns dels seus treballs han estat publicats novament com és el cas de La Llegenda de Kamui, que va ser llançat en els anys 1990 per Viz Media, mentre que d'altres resulten desconeguts o es troben en mans de selectes grups de persones.

## Obres
- Ninja bugeicho (1959).
- Sasuke (1962).
- Kamui, El Ninja Desertor (1964).